# バイオハザード (映画シリーズ)
「バイオハザード」（Resident Evil）は、カプコンの同名ゲームソフトを原作とするアクションホラー映画シリーズ。
1998年1月にドイツのコンスタンティン・フィルムが映画化権を獲得した。2001年にスクリーン ジェムズが配給権を獲得し、ポール・W・S・アンダーソンを脚本・監督に起用して『バイオハザード』（2002年）を製作した。アンダーソンは引き続き『バイオハザードII アポカリプス』（2004年）と『バイオハザードIII』（2007年）で脚本とプロデューサーを務め、『バイオハザードIV アフターライフ』（2010年）、『バイオハザードV リトリビューション』（2012年）、『バイオハザード: ザ・ファイナル』（2016年）で監督として復帰した。
原作ゲームの設定や雰囲気などを忠実に再現したリブート作品『バイオハザード: ウェルカム・トゥ・ラクーンシティ』2021年に公開された。
すべての作品が批評家から賛否両論の評価を受けたにもかかわらず、旧シリーズは、ビデオゲームを原作とした映画シリーズとしては最高の興行収入を記録し、全世界で12億ドル以上を売り上げた。また、ゾンビ映画シリーズとしても最高の興行収入を記録しており、2017年時点ではホラー映画シリーズとして最高の興行収入を記録していた。

## 作品
| 映画                                             | 公開日                       | 監督                       | 脚本家                     | プロデューサー |                    |                    |                    |
| オリジナルシリーズ                               | オリジナルシリーズ           | オリジナルシリーズ         | オリジナルシリーズ         | オリジナルシリーズ | オリジナルシリーズ | オリジナルシリーズ | オリジナルシリーズ |
| ------------------------------------------------ | ---------------------------- | -------------------------- | -------------------------- | --- | ------------------ | ------------------ | ------------------ |
| バイオハザード                                   | 2002年3月15日 2002年8月31日  | ポール・W・S・アンダーソン | ポール・W・S・アンダーソン | ベルント・アイヒンガー サミュエル・ハディダ ジェレミー・ボルト                                                                |                    |                    |                    |
| バイオハザードII アポカリプス                    | 2004年9月10日 2004年9月11日  | アレクサンダー・ウィット   | ポール・W・S・アンダーソン | ジェレミー・ボルト ポール・W・S・アンダーソン ドン・カーモディ                                                                |                    |                    |                    |
| バイオハザードIII                                | 2007年9月21日 2007年11月3日  | ラッセル・マルケイ         | ポール・W・S・アンダーソン | ベルント・アイヒンガー サミュエル・ハディダ ロベルト・クルツァー ジェレミー・ボルト ポール・W・S・アンダーソン                |                    |                    |                    |
| バイオハザードIV アフターライフ                  | 2010年9月10日 2010年8月16日  | ポール・W・S・アンダーソン | ポール・W・S・アンダーソン | ジェレミー・ボルト ポール・WS・アンダーソン ロベルト・クルツァー ドン・カーモディ ベルント・アイヒンガー サミュエル・ハディダ |                    |                    |                    |
| バイオハザードV リトリビューション               | 2012年9月14日                | ポール・W・S・アンダーソン | ポール・W・S・アンダーソン | ジェレミー・ボルト ポール・W・S・アンダーソン ロベルト・クルツァー ドン・カーモディ サミュエル・ハディダ                      |                    |                    |                    |
| バイオハザード: ザ・ファイナル                   | 2017年1月27日 2016年12月23日 | ポール・W・S・アンダーソン | ポール・W・S・アンダーソン | ジェレミー・ボルト ポール・W・S・アンダーソン ロベルト・クルツァー サミュエル・ハディダ                                       |                    |                    |                    |
| リブート                                         |                              |                            |                            | |                    |                    |                    |
| バイオハザード: ウェルカム・トゥ・ラクーンシティ | 2021年11月24日 2022年1月28日 | ヨハネス・ロバーツ         | ヨハネス・ロバーツ         | ジェームズ・ハリス ハートレイ・ゴレンシュタイン ロベルト・クルツァー                                                          |                    |                    |                    |

### オリジナルシリーズ

#### バイオハザード（2002年）

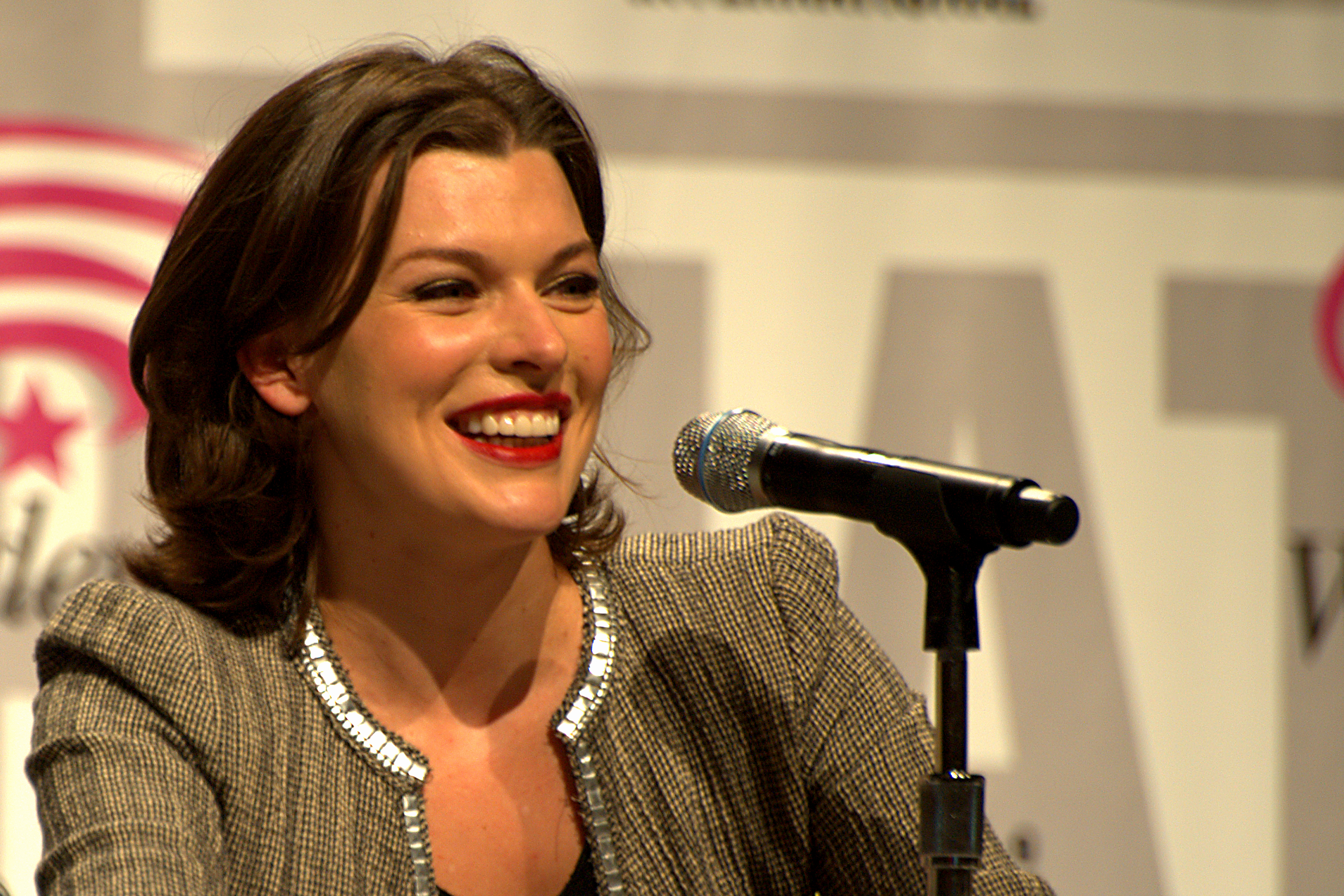
女優のミラ・ジョヴォヴィッチが映画シリーズでアリスを演じた。

バイオハザードシリーズが撮影された国

1998年1月、コンスタンティン・フィルムが「バイオハザード」シリーズの映画化権を獲得し、アラン・B・マッケルロイが脚本を執筆する可能性が出てきた。ジョージ・A・ロメロは、ソニー・ピクチャーズとカプコンに雇われ、『バイオハザード』の監督と脚本を担当した。しかし、彼の脚本は後に却下され、最終的には降板となった。ロメロの脚本は、カプコンやコンスタンティンの多くの関係者から支持されていたが、コンスタンティンのプロデューサーであるベルント・アイヒンガーや、カプコンのプロデューサーである岡本吉起からは却下され、ロメロは脚本が悪かったので解雇されたと言われている。ポール・W・S・アンダーソンがソニー・ピクチャーズに雇われて脚本を書き、2000年末にアンダーソンが監督兼脚本家として発表された。アンダーソンは、この映画にはゲームシリーズとのタイアップは含まれないと述べている。「映画とのタイアップが不成功に終わることはよくあることで、あらゆるゲームの中でも『バイオハザード』は映画で表現されるにふさわしい」からである。2001年には、主人公のアリス役にミラ・ジョヴォヴィッチが起用された。2001年5月には、コロンビア・トライスターがこの映画の北米配給権を獲得するための最終交渉を行っており、予算は4,000万ドルとなっていた。

#### バイオハザードII アポカリプス（2004年）
第1作の成功を受けて、2003年に製作を開始した続編。アンダーソンは脚本家として復帰したが、『エイリアンVSプレデター』の仕事があったため、監督はしなかった。アレクサンダー・ウィットが監督を引き継いだ。

#### バイオハザードIII（2007年）
2005年11月、スクリーン ジェムズが第3作の権利を獲得し、サブタイトルを「Extinction」とした。アンダーソンは脚本家として復帰し、撮影はメキシコで行われた。監督はラッセル・マルケイが務めた。映画は2007年9月21日に公開された。

#### バイオハザードIV アフターライフ（2010年）
第3弾が公開される前に、コンスタンティンは第4弾の公開を準備していた。本作は日本を舞台に、ジェームズ・キャメロンとヴィンス・ペイスが2009年の映画『アバター』で開発したフュージョン・カメラ・システムを用いて3Dで撮影された。脚本・監督は、ポール・W・S・アンダーソン。

#### バイオハザードV リトリビューション（2012年）
アンダーソン監督が脚本・監督を務めた「リトリビューション」は、第6作と前後して撮影される予定だったが、アンダーソン監督は第5作に集中することを決定した。撮影は2011年10月中旬から12月23日までオンタリオ州トロントで行われた。第1作でワンを演じたコリン・サーモンとレイン・オカンポを演じたミシェル・ロドリゲスが復帰。また、第2作、第3作でカルロス・オリヴェイラを演じたオデッド・フェールも復帰した。レオン・S・ケネディ役のヨハン・アーブ、バリー・バートン役のケヴィン・デュランド、エイダ・ウォン役のリー・ビンビンという、ビデオゲームに登場した3人のキャラクターが映画シリーズにデビューした。2012年9月14日に海外で公開された。

#### バイオハザード: ザ・ファイナル（2016年）
アンダーソンは、シリーズの第6作目となる最終作の脚本と監督を務めた。サブタイトルは「The Final Chapter（最終章）」で、2Dで撮影されたものをステレオスコピック3Dにポストコンバートしている。ミラ・ジョヴォヴィッチがアリス役を再演し、ショーン・ロバーツ、イアン・グレン、アリ・ラーターだけが、それぞれアルバート・ウェスカー、アイザックス博士、クレア・レッドフィールドとして復帰した。前作に引き続き、アンダーソン監督は、前作のキャラクター、テーマ、ハイブの環境を復活させ、最終作では「一周する」という願望を述べている。撮影は2014年8月に南アフリカで開始される予定だったが、ジョヴォヴィッチの妊娠により2015年の夏に延期された。2015年9月18日に南アフリカでプリンシパルフォトグラフィーを開始した。
この映画は、2016年12月23日に東京で、2017年1月27日に北米で公開された。

### リブート

#### バイオハザード: ウェルカム・トゥ・ラクーンシティ（2021年）
2017年5月、コンスタンティン社の会長であるマーティン・モスコヴィッチは、シリーズのリブート版を開発中であると語った。同月には、グレッグ・ルッソが脚本を担当し、ジェームズ・ワンがリブート作品をプロデュースすることが発表された。2018年12月には、ヨハネス・ロバーツが脚本・監督に起用され、ワンは『モータル・コンバット』のリブート作品を指揮するためにプロジェクトを離脱した。 クレア・レッドフィールド役をカヤ・スコデラリオ、ジル・バレンタイン役をハナ・ジョン＝カーメン、クリス・レッドフィールド役にロビー・アメル、アルバート・ウェスカー役にトム・ホッパーが演じる。撮影は2020年10月17日にカナダのオンタリオ州サドベリーで開始され、12月中旬に終了した。北米では2021年9月3日に劇場公開されることが2021年3月10日に発表されたが、4月1日には11月24日に延期されることが発表された。
本作は原作ゲームの『バイオハザード』、『バイオハザード2』に基づき、1998年のラクーンシティが舞台となる。

## キャスト
| キャラクター                                                        | 映画                     | 映画                                   | 映画                       | 映画                                     | 映画                                        | 映画                                                   | 映画                                                      |                        |
| キャラクター                                                        | バイオハザード （2002）  | バイオハザードII アポカリプス （2004） | バイオハザードIII （2007） | バイオハザードIV アフターライフ （2010） | バイオハザードV リトリビューション （2012） | バイオハザード: ザ・ファイナル （2017）                | バイオハザード: ウェルカム・トゥ・ラクーンシティ （2022） |                        |
| ------------------------------------------------------------------- | ------------------------ | -------------------------------------- | -------------------------- | ---------------------------------------- | ------------------------------------------- | ------------------------------------------------------ | --------------------------------------------------------- | ---------------------- |
| アリス・アバーナシー                                                | ミラ・ジョヴォヴィッチ   | ミラ・ジョヴォヴィッチ                 | ミラ・ジョヴォヴィッチ     | ミラ・ジョヴォヴィッチ                   | ミラ・ジョヴォヴィッチ                      | ミラ・ジョヴォヴィッチ                                 |                                                           |                        |
| レッド・クイーン                                                    | ミカエラ・ディッカー     |                                        |                            |                                          | ミーガン・シャルパンティエ                  | エヴァー・アンダーソン                                 |                                                           |                        |
| マット・アディソン                                                  | エリック・メビウス       | エリック・メビウス                     |                            |                                          |                                             |                                                        |                                                           |                        |
| リサ・アディソン                                                    | ハイケ・マカチュ         |                                        |                            |                                          |                                             |                                                        |                                                           |                        |
| ジェームス・P・シェイド                                             | コリン・サーモン         |                                        |                            |                                          | コリン・サーモン                            |                                                        |                                                           |                        |
| レイン・オカンポ                                                    | ミシェル・ロドリゲス     |                                        |                            |                                          | ミシェル・ロドリゲス                        |                                                        |                                                           |                        |
| チャド・カプラン                                                    | マーティン・クルーズ     |                                        |                            |                                          |                                             |                                                        |                                                           |                        |
| スペンサー・パークス                                                | ジェームズ・ピュアフォイ |                                        |                            |                                          |                                             |                                                        |                                                           |                        |
| ウィリアム・バーキン                                                | ジェイソン・アイザックス |                                        |                            |                                          |                                             |                                                        | ニール・マクドノー                                        |                        |
| ジル・バレンタイン                                                  |                          | シエンナ・ギロリー                     |                            | シエンナ・ギロリー                       | シエンナ・ギロリー                          |                                                        | ハナ・ジョン＝カーメン                                    | ハナ・ジョン＝カーメン |
| カルロス・オリヴェイラ                                              |                          | オデッド・フェール                     | オデッド・フェール         |                                          | オデッド・フェール                          |                                                        |                                                           |                        |
| アンジェラ・アシュフォード                                          |                          | ソフィー・ヴァヴァサー                 |                            |                                          |                                             |                                                        |                                                           |                        |
| チャールズ・アシュフォード                                          |                          | ジャレッド・ハリス                     |                            |                                          |                                             |                                                        |                                                           |                        |
| ロイド・J・ウェルズ                                                 |                          | マイク・エップス                       | マイク・エップス           |                                          |                                             |                                                        |                                                           |                        |
| ペイトン・ウェルズ                                                  |                          | ラズ・アドティ                         |                            |                                          |                                             |                                                        |                                                           |                        |
| テリ・モラレス                                                      |                          | サンドリーヌ・ホルト                   |                            |                                          |                                             |                                                        |                                                           |                        |
| ティモシー・ケイン                                                  |                          | トーマス・クレッチマン                 |                            |                                          |                                             |                                                        |                                                           |                        |
| ニコライ・ジノビエフ                                                |                          | ザック・ウォード                       |                            |                                          |                                             |                                                        |                                                           |                        |
| サミュエル・アイザックス / アレクサンダー・ローランド・アイザックス |                          | イアン・グレン                         | イアン・グレン             |                                          | イアン・グレン                              | イアン・グレン                                         |                                                           |                        |
| クレア・レッドフィールド                                            |                          |                                        | アリ・ラーター             | アリ・ラーター                           |                                             | アリ・ラーター                                         | カヤ・スコデラリオ                                        |                        |
| Kマート                                                             |                          |                                        | スペンサー・ロック         | スペンサー・ロック                       |                                             |                                                        |                                                           |                        |
| ベティ・グリア                                                      |                          |                                        | アシャンティ               |                                          |                                             |                                                        |                                                           |                        |
| マイケル・ファーバー                                                |                          |                                        | クリストファー・イーガン   |                                          |                                             |                                                        |                                                           |                        |
| オットー・ワレンスキー                                              |                          |                                        | ジョー・ハースリー         |                                          |                                             |                                                        |                                                           |                        |
| チェイス・マラヴォイ                                                |                          |                                        | リンデン・アシュビー       |                                          |                                             |                                                        |                                                           |                        |
| アレクサンダー・スレイター                                          |                          |                                        | マシュー・マースデン       |                                          |                                             |                                                        |                                                           |                        |
| ホワイト・クイーン                                                  |                          |                                        | マデリン・キャロル         |                                          |                                             |                                                        |                                                           |                        |
| アルバート・ウェスカー                                              |                          |                                        | ジェイソン・オマラ         | ショーン・ロバーツ                       | ショーン・ロバーツ                          | ショーン・ロバーツ                                     | トム・ホッパー                                            |                        |
| ルーサー・ウェスト                                                  |                          |                                        |                            | ボリス・コジョー                         | ボリス・コジョー                            |                                                        |                                                           |                        |
| ベネット・シンクレア                                                |                          |                                        |                            | キム・コーツ                             |                                             |                                                        |                                                           |                        |
| キム・ヤン                                                          |                          |                                        |                            | ノーマン・ヤン                           |                                             |                                                        |                                                           |                        |
| エンジェル・オーティス                                              |                          |                                        |                            | セルヒオ・ペリス＝メンチェータ           |                                             |                                                        |                                                           |                        |
| クリスタル・ウォーターズ                                            |                          |                                        |                            | ケイシー・バーンフィールド               |                                             |                                                        |                                                           |                        |
| ウェンデル                                                          |                          |                                        |                            | フルヴィオ・セセラ                       |                                             |                                                        |                                                           |                        |
| クリス・レッドフィールド                                            |                          |                                        |                            | ウェントワース・ミラー                   |                                             |                                                        | ロビー・アメル                                            |                        |
| ベッキー                                                            |                          |                                        |                            |                                          | アリアーナ・エンジニア                      |                                                        |                                                           |                        |
| エイダ・ウォン                                                      |                          |                                        |                            |                                          | リー・ビンビン                              |                                                        | リリー・ガオ                                              |                        |
| レオン・S・ケネディ                                                 |                          |                                        |                            |                                          | ヨハン・アーブ                              |                                                        | アヴァン・ジョーギア                                      |                        |
| バリー・バートン                                                    |                          |                                        |                            |                                          | ケヴィン・デュランド                        |                                                        |                                                           |                        |
| セルゲイ・ウラジミール                                              |                          |                                        |                            |                                          | ロビン・カシヤノフ                          |                                                        |                                                           |                        |
| トニー・ロサト                                                      |                          |                                        |                            |                                          | オフィリオ・ポルティージョ                  |                                                        |                                                           |                        |
| ジェームズ・マーカス                                                |                          |                                        |                            |                                          |                                             | マーク・シンプソン                                     |                                                           |                        |
| アリシア・マーカス                                                  |                          |                                        |                            |                                          |                                             | ミラ・ジョヴォヴィッチエヴァー・アンダーソン（少女期） |                                                           |                        |
| チュウ                                                              |                          |                                        |                            |                                          |                                             | イ・ジュンギ                                           |                                                           |                        |
| ドク                                                                |                          |                                        |                            |                                          |                                             | オーエン・マッケン                                     |                                                           |                        |
| アビゲイル                                                          |                          |                                        |                            |                                          |                                             | ルビー・ローズ                                         |                                                           |                        |
| クリスチャン                                                        |                          |                                        |                            |                                          |                                             | ウィリアム・レビー                                     |                                                           |                        |
| コバルト                                                            |                          |                                        |                            |                                          |                                             | ローラ                                                 |                                                           |                        |
| レイザー                                                            |                          |                                        |                            |                                          |                                             | フレイザー・ジェームズ                                 |                                                           |                        |
| リサ・トレヴァー                                                    |                          |                                        |                            |                                          |                                             |                                                        | マリーナ・マゼパ                                          |                        |
| シェリー・バーキン                                                  |                          |                                        |                            |                                          |                                             |                                                        | ホリー・デ・バロス                                        |                        |
| ブライアン・アイアンズ                                              |                          |                                        |                            |                                          |                                             |                                                        | ドナル・ローグ                                            |                        |
| リチャード・エイケン                                                |                          |                                        |                            |                                          |                                             |                                                        | チャド・ルック                                            |                        |
| ベン・ベルトリッチ                                                  |                          |                                        |                            |                                          |                                             |                                                        | ジョシュ・クラダズ                                        |                        |

## 評価

### 興行成績
| 作品                               | 公開日        | 公開日         | 興行収入     | 興行収入     | 興行収入       | 歴代興行収入ランキング | 歴代興行収入ランキング | 製作費       | Ref           |
| 作品                               | 米国          | 日本           | 北米         | その他の地域 | 全世界         | 北米                   | 全世界                 | 製作費       | Ref           |
| ---------------------------------- | ------------- | -------------- | ------------ | ------------ | -------------- | ---------------------- | ---------------------- | ------------ | ------------- |
| バイオハザード                     | 2002年3月15日 | 2002年8月31日  | $40,119,709  | $63,667,692  | $103,787,401   | 1,938                  |                        | $33 million  | [ 17 ] [ 18 ] |
| バイオハザードII アポカリプス      | 2004年9月10日 | 2004年9月11日  | $51,201,453  | $78,141,316  | $129,342,769   | 1,532                  |                        | $45 million  | [ 19 ]        |
| バイオハザードIII                  | 2007年9月21日 | 2007年11月3日  | $50,648,679  | $99,222,424  | $149,871,103   | 1,555                  |                        | $45 million  | [ 20 ] [ 21 ] |
| バイオハザードIV アフターライフ    | 2010年9月10日 | 2010年8月16日  | $60,128,566  | $240,099,518 | $300,228,084   | 1,262                  | 393                    | $60 million  | [ 22 ]        |
| バイオハザードV リトリビューション | 2012年9月14日 | 2012年9月14日  | $42,345,531  | $198,302,098 | $240,647,629   | 1,841                  | 530                    | $65 million  | [ 23 ] [ 24 ] |
| バイオハザード: ザ・ファイナル     | 2017年1月27日 | 2016年12月23日 | $26,844,962  | $287,256,498 | $314,101,190   | 2,698                  | 375                    | $40 million  | [ 25 ] [ 26 ] |
| 合計                               | 合計          | 合計           | $271,288,900 | $966,689,546 | $1,237,978,176 |                        |                        | $288 million | [ 27 ]        |

| 作品                                             | 公開日         | 公開日        | 興行収入    | 興行収入     | 興行収入    | 歴代興行収入ランキング | 歴代興行収入ランキング | 製作費     | Ref    |
| 作品                                             | 米国           | 日本          | 北米        | その他の地域 | 全世界      | 北米                   | 全世界                 | 製作費     | Ref    |
| ------------------------------------------------ | -------------- | ------------- | ----------- | ------------ | ----------- | ---------------------- | ---------------------- | ---------- | ------ |
| バイオハザード: ウェルカム・トゥ・ラクーンシティ | 2021年11月24日 | 2022年1月28日 | $16,937,037 | $24,914,303  | $41,851,340 |                        |                        | 25 million | [ 28 ] |

### 批評家や一般の観客の反応
| 作品                                             | Rotten Tomatoes   | Metacritic      | CinemaScore |
| ------------------------------------------------ | ----------------- | --------------- | ----------- |
| バイオハザード                                   | 35% (130 reviews) | 33 (24 reviews) | B           |
| バイオハザードII アポカリプス                    | 20% (133 reviews) | 35 (26 reviews) | B           |
| バイオハザードIII                                | 24% (100 reviews) | 41 (12 reviews) | B−          |
| バイオハザードIV アフターライフ                  | 22% (106 reviews) | 37 (14 reviews) | B−          |
| バイオハザードV リトリビューション               | 28% (74 reviews)  | 39 (17 reviews) | C+          |
| バイオハザード: ザ・ファイナル                   | 37% (101 reviews) | 49 (19 reviews) | B           |
| バイオハザード: ウェルカム・トゥ・ラクーンシティ | 31% (85 reviews)  | 44 (21 reviews) | C+          |